# 치오보섬

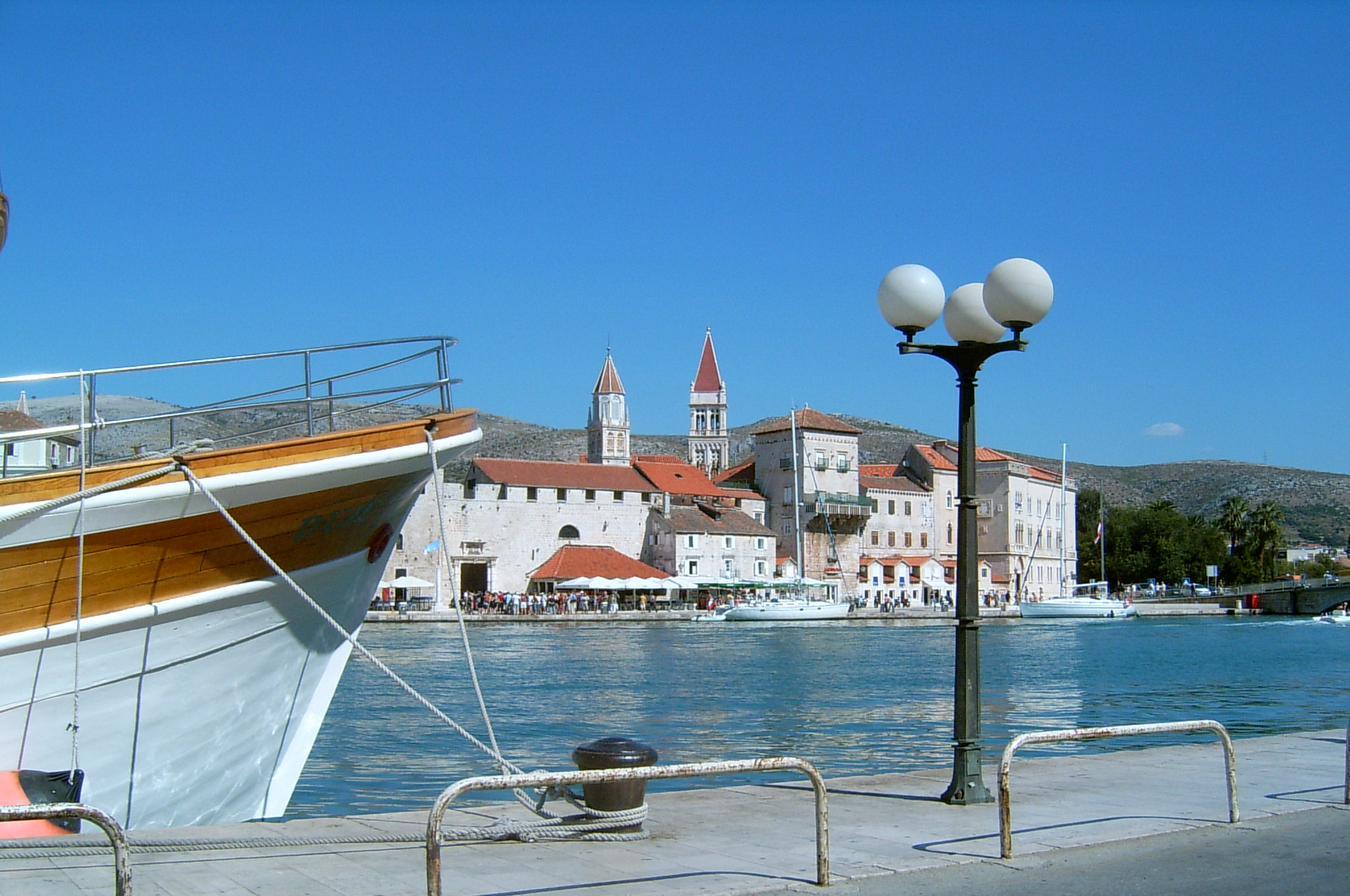
치오보섬

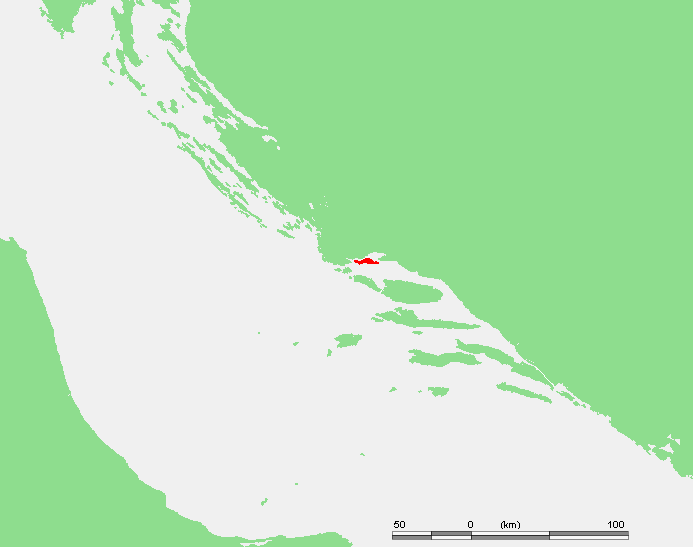
치오보섬의 위치

치오보섬(크로아티아어: Čiovo, 이탈리아어: Bua)은 아드리아해에 위치한 크로아티아의 섬으로 면적은 28.8km2, 높이는 218m, 인구는 5,908명(2011년 기준)이다. 행정 구역상으로는 스플리트달마티아주에 속하며 달마티아 중부에 위치한다. 섬 인근에 위치한 도시로는 트로기르, 카슈텔라가 있다.